# 말라리아 백신
말라리아 백신 (Malaria Vaccine)은 학질모기로 인해 전염되는 말라리아를 예방하는 화학요법 중에 하나이다. 영국 제약회사 글락소스미스클라인(GSK)이 개발한 백신 RTS,S를 2021년 세계보건기구가 승인하였고 카메룬에서 2024년 1월부터 본격적으로 접종을 진행하고 있다. 예방을 위한 기존의 화학요법은 예방약을 복용하는 것이 유일했었는데, GSK가 30년간 연구 끝에 세계최초로 개발에 성공했다. 또한 영국 옥스퍼드대학의 제너 연구소 외 다수의 연구소가 협력하여 '매트릭스-M'이라는 말라리아 백신도 개발되어 있다.

## 개요

### 말라리아
말라리아는 말라리아 원충에 의해 발병하는 원충성 질병으로, 전 세계적으로는 매년 약 2억 4,700만명 정도가 감염되며 약 61만 9,000명의 사망자가 발생하고 있다. 말라리아를 일으키는 말라리아 원충은 얼룩날개 모기류에 속하는 암컷 모기에 의해서 전파된다. 한국에서는 중국 얼룩날개 모기 암컷이 말라리아 원충을 전파시킨다. 말라리아 원충에 감염된 모기에게 물린 후 인체에서 감염 증상이 나타날 때까지는 2주~수개월의 시간이 소요된다. 오한, 발열, 발한의 전형적인 감염 증상이 나타나는데 원인 병원체의 종류에 따라 증상 및 특징이 다르다. 한국의 토착 말라리아는 3일열 원충으로 1970년대에 사라졌다가 1993년 이후 다시 유행하기 시작하였다.

### 모스퀴릭스
2021년 10월 7일 세계보건기구는 영국의 글락소스미스클라인(GSK)가 개발한 말라리아 백신 RTS,S, 일명 모스퀴릭스(Mosquirix)을 승인했다. 글락소스미스클라인(GSK)에서는 1987년부터 개발에 착수하여 30년만에 개발, 완료했다고 한다. 이 제품의 예방률은 39%, 중증 예방률은 29%이며, 2세 유아는 최소 3회 접종이 필요하며, 4회 접종은 1-2년 더 면역 기간을 연장시킬 수 있다. 또한 접종 후 수 개월이 경과 되면 효능이 소멸된다. 만일, 백신과 말라리아 치료제를 함께 복용하면 입원율과 사망률이 70% 감소한다. 2019년에 시작한 시범 접종 사업에서 가나, 케냐, 말라위 어린이 약 80만명에게 접종됐다.

### 매트릭스-M
영국 옥스퍼드대학의 제너 연구소, 케냐 의료연구소, 런던 위생열대의학대학, 노바백스, 인도 세럼 연구소 등이 협력해 '매트릭스-M'이라는 말라리아 백신도 개발되었다. 매트릭스-M은 초기 시험에서 77%의 효능률을 보였고, RTS,S 백신에 비해 항체 수준이 상당히 높았다. 최소 75%의 효능을 가진 말라리아 백신이라는 세계보건기구(WHO)의 목표에 부합하는 첫 번째 백신이며, WHO가 권고한 두 번째 말라리아 백신이다. 2023년 4월 가나 식품의약국은 R21 백신을 생후 5개월에서 3세 사이의 어린이에게 사용할 수 있도록 승인했다. 가나의 결정에 따라 나이지리아는 R21 백신을 잠정 승인했다.

## 같이 보기
- 말라리아
- 말라리아원충
- 말라리아모기